# Kyra (Ort)
Kyra (russisch Кыра) ist ein Dorf (selo) in der Region Transbaikalien in Russland mit 4563 Einwohnern (Stand 14. Oktober 2010).

## Geographie
Der Ort liegt knapp 300 km Luftlinie südsüdwestlich der Regionshauptstadt Tschita Mongolei zwischen den dort etwa 1500 m Mittelgebirgskämmen Stanowik im Norden und Onon-Baldschinski im Süden. Etwa 20 km entfernt verläuft die Grenze zur Mongolei. Er befindet sich am linken Ufer des namensgebenden Onon-Nebenflusses Kyra.
Kyra ist Verwaltungszentrum des Rajons Kyrinski sowie Sitz und einzige Ortschaft der Landgemeinde Kyrinskoje selskoje posselenije.

## Geschichte
Der Ort ging aus einer 1728 eingerichteten Grenzwachstation des Russischen zum Chinesischen Kaiserreich hervor. 1872 wurde er Kosakensiedlung; dieses Jahr gilt als eigentliches Gründungsjahr. Seit 1926 ist Kyra Verwaltungssitz eines Rajons.

### Bevölkerungsentwicklung
| Jahr | Einwohner |
| ---- | --------- |
| 1939 | 1983      |
| 1959 | 3746      |
| 1970 | 4448      |
| 1979 | 4761      |
| 1989 | 5101      |
| 2002 | 4654      |
| 2010 | 4563      |

Anmerkung: Volkszählungsdaten

## Verkehr
Kyra liegt an einer Straße, die etwa 50 km östlich von der A167 abzweigt, die bei Darassun (auch Station der Transsibirischen Eisenbahn) von der A166 abzweigt zur mongolischen Grenze in Richtung Tschoibalsan führt.